# Champ aléatoire de Markov logique
Un champ aléatoire de Markov logique est une logique probabiliste qui combine les idées d'un champ aléatoire de Markov avec la logique du premier ordre,.